# Nauru aux Jeux olympiques d'été de 2008
La participation de Nauru aux Jeux olympiques d'été de 2008 a eu lieu du 8 au 24 août 2008 à Pékin en Chine. C'est la quatrième fois que ce pays, situé en Micronésie, participe aux Jeux olympiques d'été, après sa présence en 1996 à Atlanta (États-Unis), en 2000 à Sydney (Australie) et en 2004 à Athènes (Grèce).

## Athlètes
L'unique sportif portant les couleurs de Nauru lors de cette édition des Jeux olympiques d'été était l'haltérophile Itte Detenamo.
Dans sa discipline, il s'est classé à la dixième place dans la catégorie des plus de 105 kilogrammes ce qui ne lui a pas permis de rapporter de médaille. En revanche, en tant qu'unique sportif de sa délégation, il a été porte-drapeau lors des cérémonies d'ouverture et de clôture qui se sont déroulées à Pékin.

## Résultat
Haltérophilie
| Athlète       | Catégorie | Arrachée | Arrachée | Épaulé-jeté | Épaulé-jeté | Total  | Rang | Médaille |
| Athlète       | Catégorie | Résultat | Rang     | Résultat    | Rang        | Total  | Rang | Médaille |
| ------------- | --------- | -------- | -------- | ----------- | ----------- | ------ | ---- | -------- |
| Itte Detenamo | +105 kg ♂ | 175 kg   | 9e       | 210 kg      | 10e         | 385 kg | 10e  | ∅        |